# 에일리언 인베이젼
《에일리언 인베이젼》(영어: Storage 24)은 2012년 공개된 영국의 SF 공포 영화이다.

## 출연

### 주연
- 노엘 클라크
- 콜린 오도노휴
- 안토니아 캠벨-휴즈

### 조연
- 로라 하드독
- 제이미 킹
- 네드 데네히
- 제프 벨
- 루스 겜멜
- 데이비 페어뱅스
- 에이미 펨버튼

## 기타
- 조감독: 폴 머피
- 미술: 맬린 린드홈
- 특수효과: 닐 챔피온
- 시각효과: 해스래프 둘룰
- 분장: 제나 레이지
- 분장팀: 스튜어트 콘랜
- 분장팀: 코널 팔머
- 의상: 앤디 블레이크
- 배역: 콜린 존스
- 배역: 게일 스티븐스
- 프로덕션매니저: 에밀리 베다드